# Калінінськ (селище)
Калі́нінськ (рос. Калининск) — селище у складі Кедрового міського округу Томської області, Росія.

## Населення
Населення — 122 особи (2010; 187 у 2002).
Національний склад (станом на 2002 рік):
- росіяни — 90 %